# Alien Weaponry
Alien Weaponry so novozelandska thrash metal skupina iz Waipuja. Leta 2010 sta jo ustanovila brata Henry in Lewis de Jong. 
Skupino sestavljajo Lewis de Jong (kitara in vokal), Henry de Jong (bobni) in Ethan Trembath (bas kitara). Vsi trije so potomci Maorov in zato je več njihovih pesmi napisanih v  maorščini.

## Zgodovina
Alien Weaponry sta leta 2010 v mestu Auckland ustanovila kitarist in vokalist Lewis de Jong in bobnar Henry de Jong, ko sta bila stara le 8 oziroma 10 let. Brata sta skupino poimenovala Alien Weaponry po ogledu filma District 9. Ko sta se preselila v majhno mesto Waipu, se jima je aprila 2013 pridružil bas kitarist Ethan Trembath. Trembath je zamenjal Wyatta Channingsa, ki je pred tem za kratek čas zasedel mesto bas kitarista. Skupino upravlja oče bratov de Jong Neil, ki je sam izkušen rock glasbenik in inženir zvoka. Tudi njuna mati, Yetta, je povezana z delovanjem Alien Weaponry – pomaga pri organizaciji turnej in publiciteti.
Leta 2016 je skupina zmagala v finalih tako Smokefreerockquest kot Smokefree Pacifica Beats — s tem so postali prvi, ki jim je dosežek uspelo doseči na obeh dogodkih. Predtem so leta 2015 naSmokefree Rockquest dosegli drugo mesto, regionalni finalisti pa so bili štiri leta zapored. Po Novi Zelandiji so leta 2014 opravili turnejo z najbolj znano novozelandsko metal skupino Devilskin na njihovi turneji "We Rise", maja 2015 so nastopili tudi na dogodku The Powerstation v podporo skupini Shihad. Alien Weaponry so verjetno najmlajši prejemniki fundacije (Air funding) Nove Zelandije, ko so oktobra 2015 prejeli vsoto za pesem "Ru Ana Te Whenua". Za snemanje tako pesmi kot videospota so prejeli 10.000 dolarjev in leta 2016 nadaljnih 10.000 za snemanje in pripravo videospotov za singla "Urutaa" in "Raupatu".
Leta 2016 jih je britanska revija Metal Hammer Magazine oklicala za eno izmed novozelandskih top 10 rock in metal skupin. 

### Albumi
Alien Weaponry so avgusta 2014 izdali prvenstveni EP The Zego Sessions, septembra 2015 pa so začeli pripravljati nov album v aucklandskem Roundhead Studios v lasti Neilla Finna z zvočnim producentom Tomom Larkinom. Novembra 2016 so izdali singl in videospot "Urutaa" kot prvi singl s prihajajočega albuma. Februarja 2017 je sledil še drugi singl "Raupatu" in julija 2017 "Rū Ana Te Whenua".
1. junija 2018 je izšel album Tū, ki je dosegel peto mesto na novozelandski glasbeni lestvici  in osvojil prvo mesto tedenske lestvice.  V prvem tednu po izdaji album prejel več kot milijon ogledov na portalu Spotify, pesmi so bile vključene v več kot 8.000 seznamov predvanj (ang. playlist) po vsem svetu, vključno s Spotifyevimi metal seznami New Blood, New Metal Tracks, Kickass Metal in Thrash Metal Big 4 & Friends. Pesmi z albuma so v prvem tednu predvajali po več kot 50 radiih v ZDA, singl "Kai Tangata" pa je osvojil prvo mesto na lestvici "Devil's Dozen" oddaje Liquid Metal show na njujorškem programu Sirius XM.

## Slog in besedila
Prvi singl Alien Weaponry, "Urutaa", je delno odpet v maorščini in je v originalu govoril o trku idej in pričakovanj, ki so vodila v stresne situacije in nesrečo, povezane z izbruhom doživljanj oziroma urutaa (izbruh). Maorsko besedilo je osredotočeno na dogodke, ki so se v začetku 19. stoletja zgodili v Bay of Islands,  po tem, ko je ročna ura nenamerno zašla v njihovo pristanišče. Nesporazum je sprožil požig ladje Boyd, kjer je v kanibalskem napadu maorskih domačinov umrlo okoli 70 Evropejcev. Po izjavah članov skupine  "je incident v pesmi uporabljen kot metafora za nesporazume, ki nas tarejo v sedanjosti – med kulturami, generacijami in posamezniki, ki škodujejo drug drugemu zavoljo pomanjkanja razumevanja."
Drugi singl "Raupatu", ki je izšel februarja 2017, govori o državniški zaplembi maorskih ozemelj v prvem desetletju 19. stoletja in o letu 1863, ko so tovrstno dejanje nepravično legalizirali. Tretji singl "Rū Ana te Whenua" (grmeča zemlja), izdan 1. julija 2017, opeva bitko pri Pukehinahini leta 1864, v kateri je njihov prapraprastari oče, Te Ahoaho, izgubil življenje.

## Koncerti in turneje
Po podpisu pogodbe z uveljavljeno mednarodno založbo Napalm Records, ki je poskrbela za ustrezno promoviranje, je skupina pridobila svetoven sloves predvsem zaradi uporabe maorščine. Tako so sledile številne mednarodne turneje, med drugim tudi na tolminskih Metaldays leta 2018 in 2019.

## Člani zasedbe

### Sedanja zasedba
- Henry de Jong – bobni, spremljevalni vokal (2010–danes)
- Lewis de Jong – električna kitara, glavni vokal (2010–danes)
- Tūranga Morgan-Edmonds – bas kitara, spremljevalni vokal (2020–danes)

### Nekdanji člani
- Wyatt Channings – bas kitara, spremljevalni vokal (2012)
- Ethan Trembath – bas kitara, spremljevalni vokal (2013–2020)

## Diskografija

### Studijski albumi
| Naslov                                      | Podatki                                                                                        | Lestvice | Lestvice  | Lestvice | Lestvice | Lestvice |
| Naslov                                      | Podatki                                                                                        | NZ       | NZ Artist | GER      | SWI      | US Heat  |
| ------------------------------------------- | ---------------------------------------------------------------------------------------------- | -------- | --------- | -------- | -------- | -------- |
| Tū                                          | - Izdan: 1. junij 2018 - Založba: Napalm Records - Format: CD, LP, digital download, streaming | 5        | 1         | —        | —        | 25       |
| Tangaroa                                    | - Izdan: 17. september 2021 - Založba: Napalm - Format: CD, LP, digital download, streaming    | 19       | 4         | 85       | 98       | —        |
| "—" denotes a recording that did not chart. |                                                                                                |          |           |          |          |          |

### EP-ji
| Naslov            | Podatki                              |
| ----------------- | ------------------------------------ |
| The Zego Sessions | - Izdan: 2014 - Založba: Samozaložba |

### Singli
| "Urutaa"                                    | 2016 | —  | Tū       |
| "Raupatu"                                   | 2017 | —  | Tū       |
| "Rū Ana Te Whenua"                          | 2017 | —  | Tū       |
| "Holding My Breath"                         | 2018 | —  | Tū       |
| "Kai Tangata"                               | 2018 | 13 | Tū       |
| "Ahi Kā"                                    | 2019 | 8  | Tangaroa |
| "Blinded"                                   | 2019 | 19 | Tangaroa |
| "Tangaroa"                                  | 2021 | 12 | Tangaroa |
| "Buried Underground"                        | 2021 | —  | Tangaroa |
| "Hatupatu"                                  | 2021 | —  | Tangaroa |
| "—" denotes a recording that did not chart. |      |    |          |